# Jalakandapuram
Jalakandapuram es una ciudad y nagar Panchayat situada en el distrito de Salem en el estado de Tamil Nadu (India). Su población es de 16184 habitantes (2011).

## Demografía
Según el censo de 2011 la población de Jalakandapuram era de 16184 habitantes, de los cuales 8138 eran hombres y 8046 eran mujeres. Jalakandapuram tiene una tasa media de alfabetización del 81,52%, superior a la media estatal del 80,09%: la alfabetización masculina es del 87,93%, y la alfabetización femenina del 75,06%.